# Токар Вадим Яковлевич
Вадим Яковлевич Токар (нар. 21 вересня 1982, смт Макарів Київської області) — Макарівський селищний голова з 2015 року, після реформи адміністративно-територіального устрою та перемоги на місцевих виборах у 2020 році очолює Макарівську селищну територіальну громаду Київської області з адміністративним центром у селищі Макарів.

## Освіта
В 2003 році закінчив Академію державної податкової служби України та здобув кваліфікацію магістра з організації та управління правовою роботою, спеціальність «Правознавство».
В 2011 році закінчив Національний педагогічний університет ім. М.П. Драгоманова за спеціальністю «Психологія».

## Кар'єра
- з 2000 року — монтер газових приладів Макарівської філії ВАТ «Київоблгаз» у смт Макарів Київської області;
- з 2003 по 2004 — приватне підприємство «Адвокатське бюро Опольського» на посаді директора, м. Київ;
- з 2004 протягом трьох років — старший викладач кафедри кримінально-правових дисциплін Міжгалузевого інституту управління, м. Київ;
- з 2007 до 2009 — ПП «Абрис-Альфа» на посаді юриста, смт Макарів;
- з 2009 до 2011 повернувся до викладацької діяльності — старший викладач кафедри кримінально-правових дисциплін Міжгалузевого інституту управління, м. Київ;
- з 2011 по 2012 — секретар Макарівської селищної ради, Київської області, смт Макарів;
- з 2012 по 2015 — адвокат, смт Макарів;
- з 2015 по 2020 — Макарівський селищний голова;
- з 27 листопада 2020 року після перемоги на місцевих виборах і по теперішній час — Макарівський селищний голова[1].

## Громадсько-політична діяльність
З 2006 до 2010 року Вадим Токар був депутатом Макарівської селищної ради Київської області V скликання. Протягом каденції був членом комісії з питань регламенту, законності, правопорядку та депутатської етики.
З 2010 по 2015 рік — переобраний депутатом Макарівської селищної ради Київської області VI скликання. Продовжував роботу у комісії з питань регламенту, законності, правопорядку та депутатської етики.
З 2013 року — член Макарівської районної громадської організації «Федерація футболу Макарівського району», згодом керівник Макарівської районної громадської організації "Футбольний клуб «Алта». Вадим Токар відомий послідовною підтримкою цього виду спорту на регіональному рівні, сам він неодноразово виходив на поле у складі різних футбольних команд та має спортивні відзнаки.
У 2015 році обраний Макарівським селищним головою представляючи партію «Воля», місцевий осередок цієї партії Вадим Токар очолював у Макарівському районі Київської області. Від самого початку його каденції Макарівська селищна рада зазнала істотних змін з точки зору реформування, особливо щодо адміністративних послуг. Макарів стає першим селищем міського типу в Україні, яке отримує функції архітектурно-будівельного контролю, було закрито або реструктуризовано багаторічні борги комунальних підприємств. Селище отримало потужний імпульс та зміну підходів у фінансуванні освітньої, культурної сфери та нові підходи до благоустрою та утримання інфраструктури.
У 2020 році переобраний на посаду Макарівського селищного голови, за перший рік другого терміну на посаді провів стратегічні адміністративні зміни у новоствореній Макарівській селищній територіальній громаді, яка налічує понад 40 населених пунктів.
У 2022 році після нападу рф на Україну брав участь у військовому захисті очолюваної ним Макарівської селищної територіальної громади, відзначений державною нагородою.
У 2023 році Вадим Токар увійшов до ТОП-100 найвпливовіших людей Київщини за версією авторитетного регіонального видання «Моя Київщина».

## російсько-українська війна
Після початку російського вторгнення 24 лютого 2022 року частина Макарівської селищної територіальної громади Київської області була захоплена російськими загарбниками, селище Макарів напівоточене. Вадим Токар залишався у громаді та селищі Макарів зі зброєю в руках протягом всього терміну активних бойових дій у лютому–березні 2022 року. Відзначений державною нагородою.
У березні 2022 року Вадим Токар залишається єдиною офіційною особою, яка коментує ситуацію з частково окупованої Макарівської селищної громади Київської області. Він стає одним із регіональних лідерів, яких починають асоціювати з незламністю українських населених пунктів.
4 квітня 2022 року після витіснення російських окупаційних сил з території Макарівської селищної громади повертається до виконання своїх традиційних посадових обов'язків.
Протягом 2022/2023 рр. використовує весь свій медійний потенціал для залучення коштів від донорів для відбудови очолюваної ним громади.

## Відзнаки і нагороди
- За вагомий особистий внесок у захист державного суверенітету та територіальної цілісності України, мужність і самовіддані дії, виявлені під час організації оборони населених пунктів від російських загарбників нагороджений орденом «За мужність» ІІІ ступеня[7];

- Нагороджений нагрудним знаком Київської обласної ради «За заслуги перед Київщиною»[8];

- Нагороджений нагрудним знаком Головнокомандуючого Збройних Сил України «За сприяння війську»[9].

## Цікаві факти

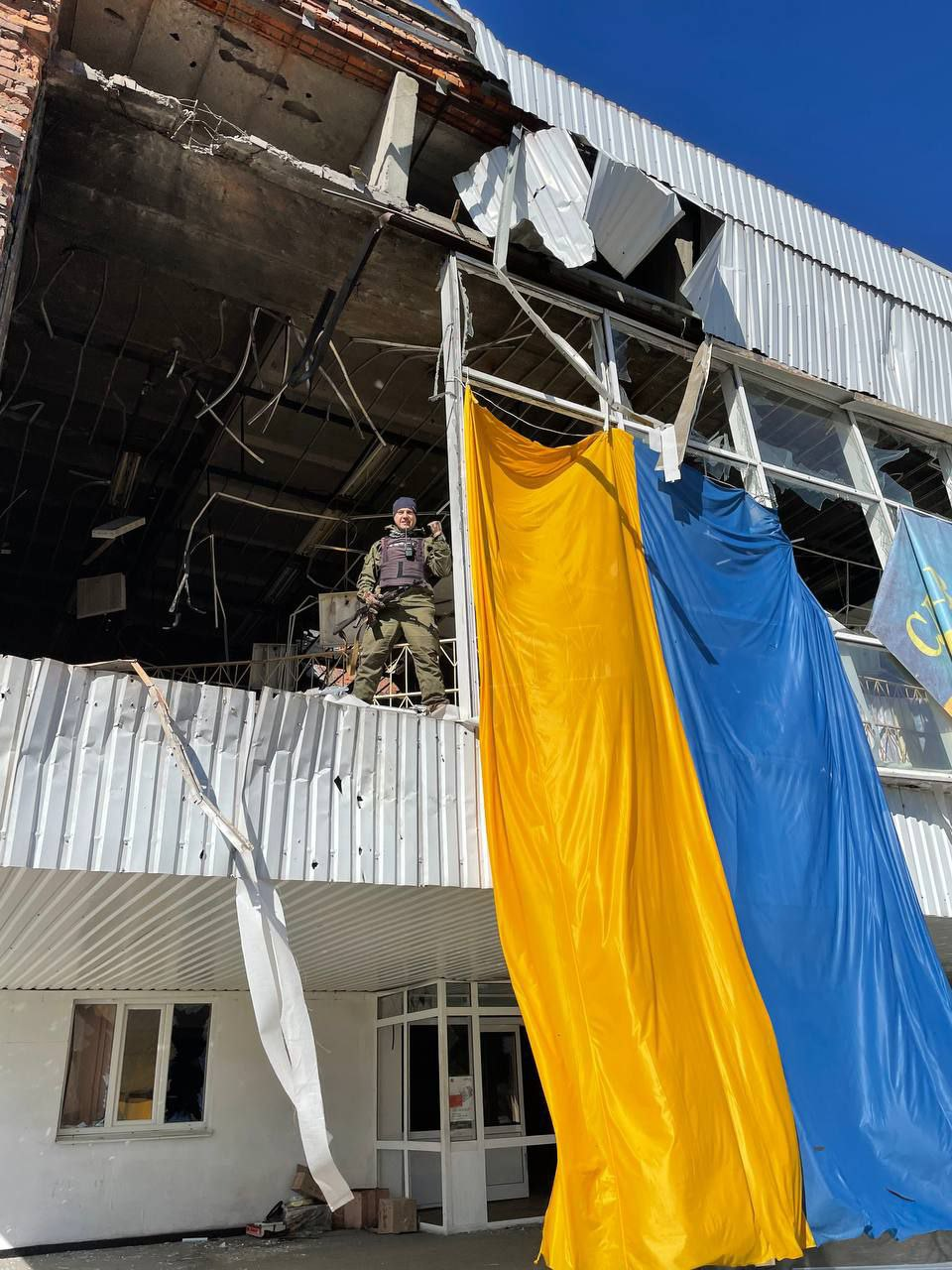
Вадим Токар з прапором України

У 2015 році законність обрання Вадима Токаря селищним головою смт Макарів намагався в судовому порядку оскаржити член «Солідарності» та керівник районного виборчого штабу партії Дмитро Романюк, але безуспішно. Вадим Токар особисто довів свою правоту у юридичній площині.
У березні 2022 року Вадим Токар власноруч разом із старшим сержантом Солоненко Олегом Федоровичем та місцевим депутатом Богдюком Олександром встановив прапор України на постраждалій будівлі, яка була розміщена на центральній площі у селищі Макарів Київської області. Знімок Вадима Токаря з прапором України потрапив до світових ЗМІ і став одним із символів міцності українських захисників.
Під час часткової окупації російськими військами території Макарівської селищної громади Київської області, Вадим Токар, як Макарівський селищний голова, отримав від російських окупантів пропозицію здати селище. У відповідь на це Вадим Токар відмовив у грубій нецензурній формі назвавши окупанта «російським фашистом», телеграм переписка потрапила до ЗМІ.